# Fortaleza de Brest

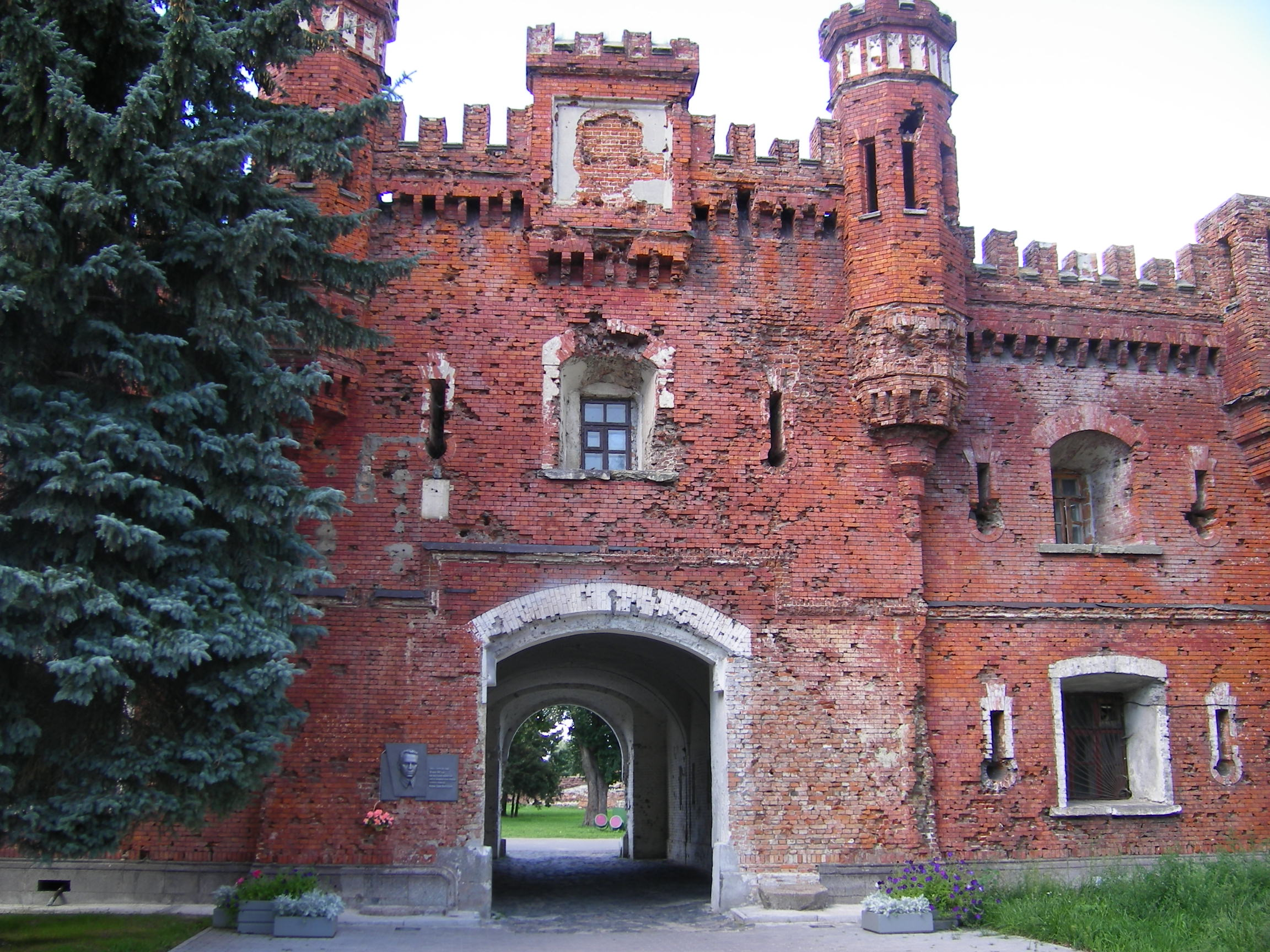
Fortaleza de Brest.

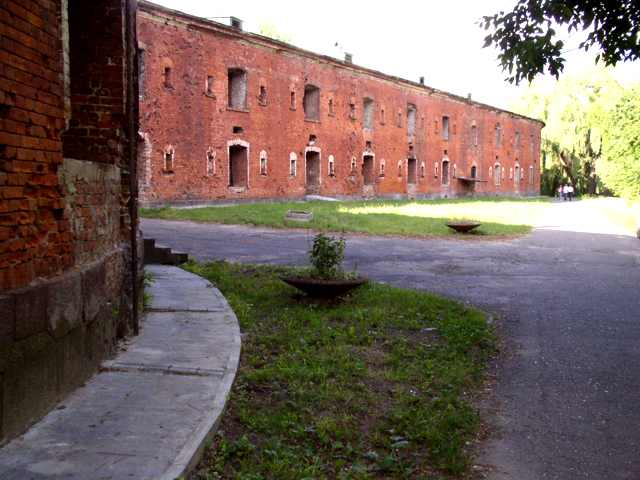
Trecho da cidadela, com uma semitorre se projetando à esquerda.

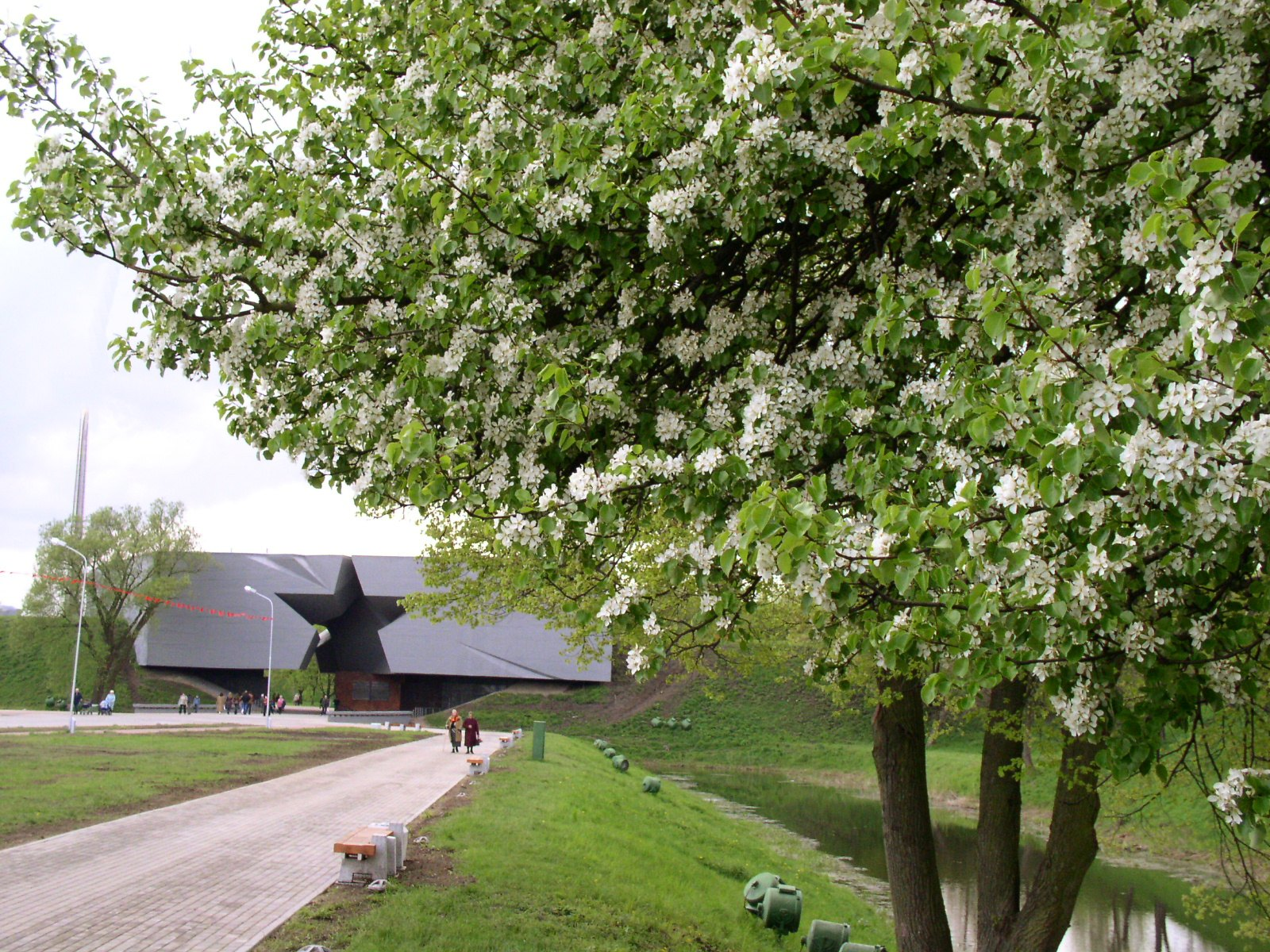
Entrada principal do Memorial de Guerra.

A Fortaleza de Brest (em bielorrusso:  Брэсцкая крэпасць, ISO 9: Brèsckaâ krèpascʹ; em russo:  Брестская крепость, ISO 9: Brestskaâ krepostʹ; em polonês: Twierdza brzeska), conhecida antigamente como Fortaleza de Brest-Litovsk (o nome polonês para a cidade era Brześć Litewski), é uma fortaleza russa do século XIX em Brest, na Bielorrússia. Construída entre 1838 e 1842,é um dos monumentos de guerra soviéticos mais importantes da Segunda Guerra Mundial, comemorando a resistência à invasão Alemanha nazista ocorrida em 22 de junho de 1941 (Operação Barbarossa). Após a guerra, em 1965, a fortaleza recebeu o título oficial de Fortaleza-Herói, em comemoração à defesa heroica do bastião fronteiriço durante as primeiras semanas da Guerra Germano-Soviética; localizava-se no território da República Socialista Soviética Bielorrussa. O título de 'Fortaleza-Herói' corresponde ao título de Cidade Herói, que foi concedido a doze cidades soviéticas.